# Ubuntu Unity
Ubuntu Unity es una distribución Linux basada en Ubuntu. Está mantenida por la comunidad y usa el entorno de escritorio Unity.
Su primera versión fue la 20.04 LTS publicada el 7 de mayo de 2020. Previo a esta versión, se utilizaban los título de trabajo Unubuntu y Ubuntu Unity Remix.

## Historia
El entorno de escritorio Unity fue desarrollado originalmente por Canonical, siendo el entorno de escritorio estándar de Ubuntu desde la versión 11.04 publicada en abril de 2011. En ese momento, Canonical había planeado fusionar las interfaces de escritorio, teléfono celular y tableta utilizando el entorno Unity. El proyecto fue abandonado en 2017 cuando Ubuntu volvió al escritorio GNOME, una decisión que no fue enteramente aceptada por la comunidad. Esto llevó a la creación de varios forks, entre ellos Ubuntu Touch. En 2019 Canonical dio permiso a la utilización de sus marcas para la creación de una distribución con Unity.
El desarrollador de nacionalidad India Rudra B. Saraswat llevó a cabo el desarrollo principal de la distribución. Se decidió utilizar el administrador de archivos Nemo y el gestor de sesiones LightDM.

## Lanzamientos

### Ubuntu Unity 20.04 LTS
Esta fue la primera versión de Ubuntu Unity y la primera con soporte a largo plazo. Fue publicada el 7 de mayo de 2020, dos semanas después de la publicación de Ubuntu 20.04 LTS. Este lanzamiento inicial atrajo la atención de la prensa tecnológica y recibió opiniones favorables.

### Ubuntu Unity 20.10
La edición estándar fue publicada el 22 de octubre de 2020. Esta versión incorpora la versión 5.8 del Núcleo Linux y GNU GRUB, sumado a mejoras de estabilidad.

### Ubuntu Unity 21.04
Ubuntu Unity 21.04 fue publicado el 22 de abril de 2021. Incluye la versión 5.11 del Núcleo Linux, el tema Yaru-Unity7 y mejoras de estabilidad.

### Ubuntu Unity 21.10
Ubuntu Unity 21.10 es una versión estándar, que salió el 14 de octubre de 2021. Esta versión incluía una versión actualizada de la interfaz de usuario de Unity de la versión 7.5.0 a la 7.5.1, incorporando indicadores actualizados y la migración de los esquemas glib-2.0 a los esquemas gsettings-ubuntu. Ubuntu Unity 21.10 usa la versión Snap del navegador web Firefox, en lugar de la versión Deb anterior, un movimiento que coincide con Ubuntu 21.10. Se introdujeron una nueva pantalla de inicio de Plymouth y nuevas ilustraciones, incluido el fondo de pantalla predeterminado con el tema de Indri.

### Ubuntu Unity 22.04 LTS
Esta quinta versión de Ubuntu Unity se lanzó el 21 de abril de 2022 y es una versión de soporte a largo plazo, con soporte durante tres años, hasta abril de 2025. Los cambios en esta versión incluyen la adición de Flatpak y los repositorios de Flathub de forma predeterminada. También se fusionaron diferentes archivos de instalación para BIOS y hardware UEFI en una descarga de archivo .ISO. Se realizaron varios cambios en la aplicación, y las aplicaciones MATE reemplazaron en gran medida a las de GNOME. El visor de PDF Atril reemplazó a Evince, el editor de texto pluma reemplazó a gedit, el visor de imágenes Eye of MATE reemplazó a Eye of GNOME, el monitor MATE System reemplazó a GNOME System Monitor y el reproductor multimedia VLC reemplazó a Totem Video Player. También se eliminaron Synaptic y GDebi.

### Resumen
| Versión actual | Versión ya no soportada | Versión aún soportada | Versión futura |

| Versión   | Nombre en clave | Fecha de lanzamiento  | Soporte hasta | Galería |
| --------- | --------------- | --------------------- | ------------- | ------- |
| 20.04 LTS | Focal Fossa     | 7 de mayo de 2020     | abril de 2025 |         |
| 20.10     | Groovy Gorilla  | 22 de octubre de 2020 | julio de 2021 |         |
| 21.04     | Hirsute Hippo   | 22 de abril de 2021   | enero de 2022 |         |
| 21.10     | Impish Indri    | 14 de octubre de 2021 | julio de 2022 |         |
| 22.04 LTS | Jammy Jellyfish | 4 de agosto de 2022   | abril de 2025 |         |